# Endiandra hainanensis
Endiandra hainanensis Merr. & F.P.Metcalf – gatunek rośliny z rodziny wawrzynowatych (Lauraceae Juss.). Występuje naturalnie w południowych Chinach – w prowincji Hajnan. 

## Morfologia
PokrójZimozielone drzewo dorastające do 8 m wysokości. Kora ma szarą barwę. Gałęzie są nagie, mniej lub bardziej szorstkie, mają brązową barwę.
LiścieMają kształt od lancetowatego do owalnie eliptycznego. Mierzą 9–15 cm długości oraz 3–6 cm szerokości. Są nagie, gruczołowate. Nasada liścia jest klinowa. Blaszka liściowa jest o spiczastym wierzchołku. Ogonek liściowy jest nagi i dorasta do 10–15 mm długości.
KwiatySą niepozorne, zebrane po kilka w wiechy o nagich osiach, rozwijają się w kątach pędów. Kwiatostan osiąga 2–6 cm długości, natomiast pojedyncze kwiaty mierzą 3–5 mm średnicy. Listki okwiatu mają żółtawą barwę, wydzielają zapach. Pręciki są przyrośnięte lub całkowicie zrośnięte. Zalążnia ma jajowaty kształt, jest naga i mierzy 1 mm długości.
OwoceMają elipsoidalny kształt, o tępym wierzchołku, są nagie, osiągają 3,8 cm długości i 1,4 cm szerokości, mają brązowopurpurową barwę. Szypułki są nagie i dorastają do 5 mm długości i 2 mm szerokości.

## Biologia i ekologia
Rośnie w lasach oraz zaroślach. Kwitnie w czerwcu, natomiast owoce dojrzewają we wrześniu.